# Linaro
Linaro — некомерційна організація, що займається консолідацією та оптимізацією програмного забезпечення з відкритими сирцевими кодами для платформ ARM.  Зокрема, займається доопрацюванням GNU toolchain, ядра Linux, керування живленням ARM, графікою і інтерфейсами мультимедіа.  Її створення було анонсовано на COMPUTEX у червні 2010 року групою, що складається з ARM, Freescale Semiconductor, IBM, Samsung, ST-Ericsson і Texas Instruments.  Компанія щомісяця публікує набори утиліт і програм і надає підтримку виробникам систем на кристалі. 
Linaro випускає утиліти для компіляції та зневадження на ARM, ядро Linux і складання кількох дистрибутивів, включаючи Android і Ubuntu для систем, вироблених компаніями-засновниками Linaro. 
У першу чергу зусилля Linaro спрямовані на оптимізацію програмного забезпечення для архітектури ARMv7A, тобто для систем, що містять обчислювальні ядра ARM Cortex-A8 або ARM Cortex-A9.  Планування відбувається щорічно, вимоги до робіт Linaro визначає комітет Technical Steering Committee.

## Історія
У 2010 році компанія ARM разом з Freescale Semiconductor, IBM, Samsung, ST-Ericsson і Texas Instruments (TI) сформували некомерційну інженерну компанію Linaro для робіт над ПЗ з відкритими сирцевими кодами для наступного покоління пристроїв класів «always-connected», «always-on computing». Робота консорціуму сфокусована  на оптимізації коду з метою підвищення ефективності роботи на різних ARM SoC, на забезпеченні сумісності програмних рішень з пристроями на базі різних ARM-сумісних систем від різних постачальників, що дозволяє виробникам програмних рішень і Linux-дистрибутивам заощадити інженерні ресурси за рахунок задіяння уніфікованого низькорівневого програмного забезпечення.
У травні 2011 року до групи як партнери приєдналися компанії Canonical, Collabora, Genesi Group, Mentor Graphics і Thundersoft.  На початку 2012 року компанія Adeno Embedded також стала партнером. 
У травні 2011 року Linaro представила систему автоматичного тестування LAVA (Linaro Automated Validation Architecture) власної розробки.  LAVA призначена для тестування компонентів з відкритим сирцевим кодом, які використовуються в основних дистрибутивах Linux. 
У листопаді 2012 року AMD , AppliedMicro , Calxeda , Canonical , Cavium , Facebook , HP , Marvell і Red Hat стали членами Linaro і об'єднали свої зусилля з іншими членами організації (ARM, HiSilicon , Samsung, ST-Ericsson) для формування нової групи, діяльність якої буде спрямована на прискорення розвитку Linux на серверах з процесорами, що мають ARM-архітектуру.

## Програмне забезпечення
Платформа Linaro являє собою колекцію типових поліпшень і доповнень, призначених для роботи у вже існуючих дистрибутивах, таких як Ubuntu, Android, LiMo, Tizen, Debian і webOS.  Як еталонні системи, на базі яких формуються готові до використання установні складання, використовуються Ubuntu, OpenEmbedded і Android.  Додатково поставляються оновлені інструменти крос-компіляції та створення робочих образів, які оформлені у вигляді пакунків для різних версій Ubuntu.  Всі створювані консорціумом Linaro напрацювання поставляються у сирцевих текстах під відкритими ліцензіями і рекомендуються для інтеграції в основні проекти (upstream). 
У рамках проекту Linaro підтримуються модифіковані версії набору компіляторів GCC, зневаджувача GDB, набору утиліт Binutils, емулятора QEMU, графічних компонентів, таких як Compiz і Unity, різних бібліотек (alsa-lib, libpng, libjpeg-turbo).  Для ядра Linux підготовлені спеціальні набори патчів, що значно розширюють спектр підтримуваних ARM-пристроїв, і які знижують споживання енергії і підвищують продуктивність за рахунок використання спеціальних оптимізацій.  Робота програмних компонентів, оптимізованих для архітектури ARM, перевірена на різних ARM-сумісних SoC від різних виробників, що гарантує працездатність всіх базових програм на різному спектрі пристроїв.
Linaro оптимізує програми для архітектури ARMv7A, яка реалізована в таких мікропроцесорах як TI OMAP 3, OMAP 4, Samsung Exynos, ST-Ericsson NovaThor U8500 і Freescale i.MX 51. 
Компанія надає три типи файлів для скачування: 
- Наприкінці кожного місячного циклу випускається інтегроване складання, що включає всі програми, над якими велася робота протягом циклу.  Ці образи публікуються на releases.linaro.org.
- Щомісяця публікуються версії таких сторонніх програм як GCC і QEMU за адресою launchpad.net/gcc-linaro.
- Підтримуються публічні «staging» репозиторії сторонніх програм, над якими ведеться робота.  Ядро і u-boot публікуються на git.linaro.org;  решта програми — на code.launchpad.net.

Весь код, розроблений у робочих групах Linaro, публікується під стандартними відкритими ліцензіями, схваленими Open Source Initiative (OSI).  Детальніше правила описані в документах «Linaro Membership Rules» і «Linaro Articles of Association».

## Виноски
1. ↑  9 June 2010. Lwn.net. Архів оригіналу за 7 січня 2013. Процитовано 22 липня 2012.
2. ↑  Александр Будик, Computex 2010: Linaro — новая компания для продвижения Linux [Архівовано 2 червня 2013 у Wayback Machine.] // 3DNews, 03.06.2010
3. ↑  Daily Tech 5 June 2010. Dailytech.com. Архів оригіналу за 7 січня 2013. Процитовано 22 липня 2012. [Архівовано 2011-06-17 у Wayback Machine.]
4. ↑  Kowal, Kris (4 червня 2010). ARS Technica 3 June 2010. Arstechnica.com. Архів оригіналу за 7 січня 2013. Процитовано 22 липня 2012.
5. ↑  Linaro Limited. Engineering: how Linaro is making open source development easier. Linaro.org. Архів оригіналу за 7 січня 2013. Процитовано 22 липня 2012. [Архівовано 2013-01-02 у Wayback Machine.]
6. ↑  3 June 2010. Geek.com. 3 червня 2010. Архів оригіналу за 7 січня 2013. Процитовано 22 липня 2012. [Архівовано 2012-03-30 у Wayback Machine.]
7. ↑  Linaro Limited (27 травня 2011). Linaro completes first year with demonstrations of Linaro Evaluation Builds for Android and Ubuntu and introduction of new partner program. Linaro.org. Архів оригіналу за 7 січня 2013. Процитовано 22 липня 2012. [Архівовано 2012-07-10 у Wayback Machine.]
8. ↑  Industry Leaders Collaborate to Accelerate Software Ecosystem for ARM Servers, and Join Linaro [Архівовано 10 листопада 2012 у Wayback Machine.](англ.)
9. ↑  Linaro Limited. Linaro presentations and documents for download. Linaro.org. Архів оригіналу за 7 січня 2013. Процитовано 22 липня 2012. [Архівовано 2012-12-01 у Wayback Machine.]